# Urasar
Urasar – wieś w Armenii, w prowincji Lorri. W 2011 roku liczyła 347 mieszkańców.